# Þórhildur Þorleifsdóttir
Þórhildur Þorleifsdóttir (deutsche Transkription Thorhildur Thorleifsdottir; * 25. März 1945 in Ísafjörður, Island) ist eine isländische Regisseurin, Schauspielerin, Tänzerin und Politikerin.

## Leben
Þórhildur ist als Regisseurin im isländischen Fernsehen tätig. Sie leitet auch Opern- und Theateraufführungen und arbeitet als Choreographin. 1996 bis 2000 war sie künstlerische Leiterin am Stadttheater Reykjavík.
In ihrer politischen Laufbahn war sie zwischen 1987 und 1991 Abgeordnete der Frauenallianz im Alþingi, dem Isländischen Parlament.
Þórhildur ist seit 1965 mit dem isländischen Schauspieler Arnar Jónsson verheiratet. Zu ihren Kindern zählt die auch in Deutschland bekannte Schauspielerin Sólveig Arnarsdóttir und der seit der Spielsaison 2014/2015 am Hessischen Staatstheater Wiesbaden engagierte Opern- und Theaterregisseur Þorleifur Örn Arnarsson.

## Regiearbeiten (Auswahl)
- Áramótaskaup 1978 (TV)
- Stella í orlofi (1986)
- Áramótaskaup 1992 (TV)
- Áramótaskaup 2000 (TV)